# Jean-Marc Thystère-Tchicaya
Jean-Marc Thystère-Tchicaya (ur. 11 kwietnia 1964 w Villeneuve-Saint-Georges) – kongijski polityk, kilkukrotny minister, przewodniczący Zgromadzenia na rzecz Demokracji i Postępu Społecznego.
W latach 2015–2021 był minister ds. węglowodorów, od 2021 do 2022 ministrem transportu, lotnictwa cywilnego i marynarki handlowej, a od 2022 roku jest minister ds. specjalnych stref ekonomicznych i dywersyfikacji gospodarczej.

## Życiorys
Jest synem polityka Jean-Pierre Thystère Tchicaya, który pełnił w przeszłości obowiązki prezydenta Konga. Edukację podstawową i średnią odbierał w Brazzaville. Następnie kształcił się w Wyższej Szkole Elektroniki i Informatyki w Paryżu (fr. École supérieure des techniciens en électronique et informatique), a na uczelni Pigier Paris uzyskał tytuł analityka-programisty w zakresie informatyki zarządczej. Od 1989 roku pracował w Bull France. W 1997 roku wrócił do Konga gdzie podjął pracę w Elf Congo jako inżynier informatyk. Był szefem działu komunikacji w Total E&P Congo.
Został prezesem federacji naftowej oraz wiceprzewodniczącym Związku Pracodawców.

### Działalność polityczna
Został członkiem założonej przez jego ojca partii – Zgromadzenia na rzecz Demokracji i Postępu Społecznego. W wyborach parlamentarnych w 2012 roku został wybrany deputowanym do Zgromadzenia Narodowego, kandydując z okręgu Mvoumvou zdobył 62,52% głosów. W wyborach samorządowych w 2014 roku został natomiast radnym miasta Pointe-Noire. W maju 2015 roku, po śmierci swojego ojca, objął przewodnictwo w partii. 20 sierpnia tego samego roku wszedł w skład rządu jako minister ds. węglowodorów. W wyborach parlamentarnych w 2017 roku ponownie wybrano go deputowanym. W maju 2021 roku ponownie wszedł w skład rządu jako minister transportu, lotnictwa cywilnego i marynarki handlowej. Po zmianach w rządzie we wrześniu 2022 roku został ministrem specjalnych stref ekonomicznych i dywersyfikacji gospodarczej.

## Życie prywatne
Jest żonaty, para wychowuje trójkę dzieci.